# Championnat de France de rugby à XV 2002-2003
Navigation
Top 16 2001-2002 Top 16 2003-2004
Le Championnat de France de rugby à XV 2002-2003  porte le nom de Top 16, comme son nom l'indique seize clubs disputent cette compétition.
Après la phase régulière disputée par matchs aller et retour, mettant aux prises toutes les équipes réparties en deux poules, les quatre premières équipes de chaque poule disputent la phase de qualification aux demi-finales. Pour cette phase de qualification (ou Play-offs) les huit équipes qualifiées sont réparties en deux poules et disputent des matchs aller et retour. Les matchs disputés pendant la phase régulière comptent aussi pour la phase de qualification. Les deux premiers de chaque poule sont qualifiées pour les demi-finales. Parallèlement se dispute une phase de maintien (ou Play down) entre les équipes classées 5e à 8e dans la phase régulière. Les deux derniers sont rétrogradés en Pro D2. Les matchs disputés pendant la phase régulière comptent aussi pour la phase de maintien.
Le Stade français CASG remporte le championnat de rugby Top16 après avoir battu le Stade toulousain en finale. Il gagne un 3e titre en six ans. Le CA Brive et Montpellier RC sont promus dans le Top 16 en 2003-04. Ils prendront la place du Stade montois et de Bègles-Bordeaux qui sont relégués en Pro D2.
Les quatre demi-finaliste du championnat (Toulouse, Agen, Biarritz et le Stade français CASG) ainsi que Bourgoin et Perpignan (3è de leur groupe de Playoffs) sont qualifiés pour la prochaine Coupe d’Europe.

## Équipes participantes
- SU Agen
- AS Béziers
- Biarritz olympique
- CA Bègles-Bordeaux
- CS Bourgoin-Jallieu
- Castres olympique
- US Colomiers
- FC Grenoble (promu)
- US Montauban
- Stade montois (promu)
- AS Montferrand
- RC Narbonne
- USA Perpignan
- Section paloise
- Stade français CASG
- Stade toulousain

## Phase de classement
Les tableaux ci-après donnent la position des équipes après la phase préliminaire de classement. Les équipes classées aux quatre premières places de chaque poule sont qualifiées pour les quarts de finale

### Poule 1

#### Résultat des matchs
| Clubs               | BIA   | BOR   | BOU   | CAS   | GRE   | MTB   | ASM   | STF   |
| Biarritz olympique  |       | 41-13 | 30-16 | 34-27 | 30-27 | 30-12 | 24-16 | 22-5  |
| CA Bordeaux-Bègles  | 15-22 |       | 36-21 | 30-20 | 26-10 | 31-10 | 20-20 | 15-6  |
| CS Bourgoin-Jallieu | 39-13 | 31-26 |       | 26-26 | 21-15 | 19-6  | 37-10 | 38-28 |
| Castres olympique   | 18-39 | 24-21 | 27-22 |       | 47-19 | 15-15 | 24-21 | 15-34 |
| FC Grenoble         | 22-14 | 40-0  | 17-5  | 36-28 |       | 38-9  | 21-22 | 3-9   |
| US Montauban        | 25-13 | 22-15 | 15-16 | 18-17 | 16-27 |       | 24-17 | 22-22 |
| AS Montferrand      | 16-20 | 20-6  | 21-11 | 22-0  | 14-17 | 55-7  |       | 22-12 |
| Stade français CASG | 22-15 | 30-19 | 20-12 | 35-15 | 25-13 | 43-27 | 15-3  |       |

|  | Victoire à domicile |  | Match nul |  | Défaite à domicile |

#### Classement
| Rang | Club                   | J  | V  | N | D | Pm  | Pe  | Diff | Pts |
| ---- | ---------------------- | -- | -- | - | - | --- | --- | ---- | --- |
| 1    | Biarritz olympique (T) | 14 | 10 | 0 | 4 | 347 | 273 | +74  | 34  |
| 2    | Stade français Paris   | 14 | 9  | 1 | 4 | 306 | 241 | +65  | 33  |
| 3    | CS Bourgoin-Jallieu    | 14 | 7  | 1 | 6 | 314 | 290 | +24  | 29  |
| 4    | FC Grenoble (P)        | 14 | 7  | 0 | 7 | 305 | 266 | +39  | 28  |
| 5    | ASM Clermont           | 14 | 6  | 1 | 7 | 279 | 238 | +41  | 27  |
| 6    | CA Bordeaux-Bègles     | 14 | 5  | 1 | 8 | 273 | 317 | -44  | 25  |
| 7    | Castres olympique      | 14 | 4  | 2 | 8 | 303 | 372 | -69  | 24  |
| 8    | US Montauban           | 14 | 4  | 2 | 8 | 228 | 358 | -130 | 24  |

|  | Qualifiés pour la seconde phase de poule (#1, #2, #3, #4). |
|  | T : Tenant du titre 2002 • P : Promu 2002 V : Victoires • N : Matches Nuls • D : Défaites • PP : Points Pour (marqués) • PC : Points Contre (encaissés) • Diff : Différence de points |

### Poule 2

#### Résultat des matchs
| Clubs            | AGE   | BEZ   | COL   | MDM   | NAR   | PAU   | PER   | TOU   |
| SU Agen          |       | 35-12 | 19-12 | 34-8  | 30-6  | 58-13 | 18-6  | 27-19 |
| AS Béziers       | 26-30 |       | 32-9  | 29-7  | 31-24 | 15-15 | 9-34  | 15-18 |
| US Colomiers     | 9-35  | 23-16 |       | 33-28 | 29-12 | 12-6  | 14-9  | 18-38 |
| Stade montois    | 6-16  | 32-20 | 32-24 |       | 15-15 | 17-25 | 22-23 | 6-42  |
| RC Narbonne      | 22-10 | 32-26 | 34-7  | 26-5  |       | 28-22 | 18-13 | 16-31 |
| Section paloise  | 16-18 | 31-25 | 40-28 | 34-13 | 40-25 |       | 17-6  | 20-20 |
| USA Perpignan    | 16-23 | 22-6  | 32-3  | 50-6  | 39-0  | 24-12 |       | 32-17 |
| Stade toulousain | 27-6  | 39-19 | 12-6  | 36-11 | 32-24 | 28-16 | 43-20 |       |

|  | Victoire à domicile |  | Match nul |  | Défaite à domicile |

#### Classement
| Rang | Club              | J  | V  | N | D  | Pm  | Pe  | Diff | Pts |
| ---- | ----------------- | -- | -- | - | -- | --- | --- | ---- | --- |
| 1    | SU Agen           | 14 | 12 | 0 | 2  | 359 | 198 | +161 | 38  |
| 2    | Stade toulousain  | 14 | 11 | 1 | 2  | 402 | 236 | +166 | 37  |
| 3    | USA Perpignan     | 14 | 8  | 0 | 6  | 326 | 208 | +118 | 30  |
| 4    | Section paloise   | 14 | 6  | 2 | 6  | 307 | 317 | -10  | 28  |
| 5    | RC Narbonne       | 14 | 6  | 1 | 7  | 282 | 330 | -48  | 27  |
| 6    | Colomiers Rugby   | 14 | 5  | 0 | 9  | 227 | 345 | -118 | 24  |
| 7    | AS Béziers        | 14 | 3  | 1 | 10 | 281 | 351 | -70  | 21  |
| 8    | Stade montois (P) | 14 | 2  | 1 | 11 | 208 | 407 | -199 | 19  |

|  | Qualifiés pour la seconde phase de poule (#1, #2, #3, #4).                                                                                                 |
|  | P : Promu 2002 V : Victoires • N : Matches Nuls • D : Défaites • PP : Points Pour (marqués) • PC : Points Contre (encaissés) • Diff : Différence de points |

## Phase de qualification ouPlay-offs
|  | Demi-finales                                       | Demi-finales                                     |                     |    | Finale                                          | Finale                                          |
|  | Demi-finales                                       | Demi-finales                                     |                     |    | Finale                                          | Finale                                          |
|  |                                                    |                                                  |                     |    |                                                 |                                                 |
|  | le 31 mai 2003 au Stade Chaban-Delmas (Bordeaux)   | le 31 mai 2003 au Stade Chaban-Delmas (Bordeaux) |                     |    | le 7 juin 2003 au Stade de France (Saint-Denis) | le 7 juin 2003 au Stade de France (Saint-Denis) |
|  | le 31 mai 2003 au Stade Chaban-Delmas (Bordeaux)   | le 31 mai 2003 au Stade Chaban-Delmas (Bordeaux) |                     |    | le 7 juin 2003 au Stade de France (Saint-Denis) | le 7 juin 2003 au Stade de France (Saint-Denis) |
|  | Biarritz olympique                                 | 9                                                |                     |    | le 7 juin 2003 au Stade de France (Saint-Denis) | le 7 juin 2003 au Stade de France (Saint-Denis) |
|  | Biarritz olympique                                 | 9                                                |                     |    | le 7 juin 2003 au Stade de France (Saint-Denis) | le 7 juin 2003 au Stade de France (Saint-Denis) |
|  | Stade français CASG                                | 32                                               |                     |    | le 7 juin 2003 au Stade de France (Saint-Denis) | le 7 juin 2003 au Stade de France (Saint-Denis) |
|  | Stade français CASG                                | 32                                               | Stade français CASG | 32 |                                                 |                                                 |
|  | le 31 mai 2003 au Stade de la Mosson (Montpellier) |                                                  | Stade français CASG | 32 |                                                 |                                                 |
|  |                                                    | Stade toulousain                                 | 18                  |    |                                                 |                                                 |
|  | Stade toulousain                                   | Stade toulousain                                 | 18                  | 22 |                                                 |                                                 |
|  | Stade toulousain                                   |                                                  |                     | 22 |                                                 |                                                 |
|  | SU Agen                                            | 16                                               |                     |    |                                                 |                                                 |
|  | SU Agen                                            | 16                                               |                     |    |                                                 |                                                 |

| Date     | Équipe 1            | Équipe 2            | Résultat |
| -------- | ------------------- | ------------------- | -------- |
| 15 mars  | FC Grenoble         | Stade français CASG | 7-28     |
| 15 mars  | SU Agen             | USA Perpignan       | 18-12    |
| 4 avril  | USA Perpignan       | FC Grenoble         | 38-14    |
| 5 avril  | Stade français CASG | SU Agen             | 28-16    |
| 18 avril | USA Perpignan       | Stade français CASG | 12-23    |
| 19 avril | SU Agen             | FC Grenoble         | 25-16    |
| 3 mai    | FC Grenoble         | SU Agen             | 28-31    |
| 3 mai    | Stade français CASG | USA Perpignan       | 24-19    |
| 10 mai   | Stade français CASG | FC Grenoble         | 53-27    |
| 10 mai   | USA Perpignan       | SU Agen             | 26-22    |
| 17 mai   | SU Agen             | Stade français CASG | 30-11    |
| 17 mai   | FC Grenoble         | USA Perpignan       | 35-12    |

| Rang | Club                 | J | V | N | D | Pm  | Pe  | Diff | Pts |
| ---- | -------------------- | - | - | - | - | --- | --- | ---- | --- |
| 1    | Stade français Paris | 6 | 5 | 0 | 1 | 167 | 111 | +56  | 16  |
| 2    | SU Agen              | 6 | 4 | 0 | 2 | 142 | 121 | +21  | 14  |
| 3    | USA Perpignan        | 6 | 2 | 0 | 4 | 119 | 136 | -17  | 10  |
| 4    | FC Grenoble          | 6 | 1 | 0 | 5 | 127 | 187 | -60  | 8   |

| Date     | Équipe 1            | Équipe 2            | Résultat |
| -------- | ------------------- | ------------------- | -------- |
| 15 mars  | Biarritz olympique  | Stade toulousain    | 22-15    |
| 15 mars  | CS Bourgoin-Jallieu | Section paloise     | 49-23    |
| 5 avril  | Stade toulousain    | CS Bourgoin-Jallieu | 37-19    |
| 5 avril  | Section paloise     | Biarritz olympique  | 30-39    |
| 19 avril | Section paloise     | Stade toulousain    | 33-55    |
| 19 avril | CS Bourgoin-Jallieu | Biarritz olympique  | 14-6     |
| 3 mai    | Biarritz olympique  | CS Bourgoin-Jallieu | 39-16    |
| 3 mai    | Stade toulousain    | Section paloise     | 58-23    |
| 10 mai   | Stade toulousain    | Biarritz olympique  | 34-20    |
| 10 mai   | Section paloise     | CS Bourgoin-Jallieu | 17-15    |
| 17 mai   | CS Bourgoin-Jallieu | Stade toulousain    | 82-19    |
| 17 mai   | Biarritz olympique  | Section paloise     | 31-23    |

| Rang | Club                | J | V | N | D | Pm  | Pe  | Diff | Pts |
| ---- | ------------------- | - | - | - | - | --- | --- | ---- | --- |
| 1    | Biarritz olympique  | 6 | 4 | 0 | 2 | 157 | 132 | +25  | 14  |
| 2    | Stade toulousain    | 6 | 4 | 0 | 2 | 218 | 199 | +19  | 14  |
| 3    | CS Bourgoin-Jallieu | 6 | 3 | 0 | 3 | 195 | 141 | +54  | 12  |
| 4    | Section paloise     | 6 | 1 | 0 | 5 | 149 | 247 | -98  | 8   |

|  | Qualifiés pour les demi-finales et la Coupe d'Europe 2003-2004 (#1, #2).                                                                    |
|  | Qualifiés pour la Coupe d'Europe 2003-2004 (#3).                                                                                            |
|  | V : Victoires • N : Matches Nuls • D : Défaites • PP : Points Pour (marqués) • PC : Points Contre (encaissés) • Diff : Différence de points |

## Demi-finales
| Date        | Stade                          | Équipe 1           | Équipe 2            | Résultat | Points marqués |
| ----------- | ------------------------------ | ------------------ | ------------------- | -------- | --- |
| 31 mai 2003 | Montpellier Stade de la Mosson | Stade toulousain   | SU Agen             | 22-16    | Toulouse : 1 essai de Yannick Jauzion, 1 transformation et 5 pénalités par Yann Delaigue Agen : 1 essai de Conrad Stoltz, 1 transformation et 3 pénalités par François Gelez |
| 31 mai 2003 | Bordeaux Stade Chaban-Delmas   | Biarritz olympique | Stade français CASG | 9-32     | Biarritz: 3 pénalités de Dimitri Yachvili Stade français CASG: 2 essais par Mathieu Blin et Rémy Martin, 2 transformations, 5 pénalités et 1 drop par Diego Dominguez        |

## Finale
| Équipes             | Stade français CASG - Stade toulousain |
| Score               | 32-18 |
| Date                | 7 juin 2003 |
| Stade               | Stade de France |
| Arbitre             | Joël Dumé |
| Les équipes         | |
| Stade français CASG | Titulaires : Sylvain Marconnet, Benoît August, Pieter de Villiers, David Auradou, Mike James, Pierre Rabadan, Raphaël Jéchoux, Patrick Tabacco, Fabien Galthié, Diego Dominguez, Thomas Lombard, Stéphane Glas, Brian Liebenberg, Christophe Dominici, Ignacio Corleto Remplaçants : Mathieu Blin, Pablo Lemoine, Rémy Martin, Jérôme Fillol, Cliff Mytton, Arnaud Marchois, Arthur Gomes               |
| Stade toulousain    | Titulaires : Benoît Lecouls, Yannick Bru, Patrice Collazo, David Gérard, Fabien Pelous, Trevor Brennan, Jean Bouilhou, Christian Labit, Frédéric Michalak, Yann Delaigue, Vincent Clerc, Yannick Jauzion, Émile Ntamack, Xavier Garbajosa, Clément Poitrenaud Remplaçants : William Servat, Jean-Baptiste Poux, Grégory Lamboley, Jean-Baptiste Élissalde, Cédric Desbrosse, Cédric Heymans, Finau Maka |
| Points marqués      | |
| Stade français CASG | 2 essais par Galthié et Corleto, 2 transformations par Dominguez, 6 pénalités par Dominguez (5) et Liebenberg (1) |
| Stade toulousain    | 6 pénalités par Michalak (5) et Delaigue (1) |

## Phase de maintien ou Play-down
La phase de maintien se déroule du 15 mars au 1er juin. Les 8 clubs non qualifiés pour le Top 8 gardent les points acquis lors des 14 matchs de la première phase et rencontrent en match aller/retour les 4 clubs qu'ils n'ont pas encore affrontés. Les deux derniers de la poule sont relégués en Pro D2. La Direction nationale d'aide et de contrôle de gestion (DNACG), organe de contrôle de gestion des clubs de la Ligue nationale de rugby, prononce la rétrogradation de Bègles-Bordeaux en Pro D2, alors que le CABBG était la seule équipe à ne jamais avoir quitté l’élite depuis la fin de la Première Guerre mondiale avec le Stade toulousain, le SU Agen et l'ASM Clermont. Béziers est repêché.

### Résultat des matchs
| Clubs              | BEZ   | BOR   | CAS   | COL   | MDM   | MTB   | MFR   | NAR   |
| AS Béziers         |       | 27-12 | 26-22 |       |       | 36-24 | 20-24 |       |
| CA Bègles-Bordeaux | 40-48 |       |       | 44-19 | 24-12 |       |       | 42-10 |
| Castres olympique  | 29-13 |       |       | 44-25 | 54-20 |       |       | 42-34 |
| US Colomiers       |       | 22-18 | 39-20 |       |       | 32-21 | 15-15 |       |
| Stade montois      |       | 26-25 | 28-16 |       |       | 16-11 | 33-33 |       |
| US Montauban       | 27-13 |       |       | 28-18 | 47-26 |       |       | 25-18 |
| AS Montferrand     | 45-7  |       |       | 38-7  | 33-24 |       |       | 22-25 |
| RC Narbonne        |       | 41-38 | 22-15 |       |       | 27-29 | 35-32 |       |

|  | Victoire à domicile |  | Match nul |  | Défaite à domicile |

### Classement
| Rang | Club               | J  | V  | N | D  | Pm  | Pe  | Diff | Pts |
| ---- | ------------------ | -- | -- | - | -- | --- | --- | ---- | --- |
| 1    | AS Montferrand     | 22 | 10 | 3 | 9  | 521 | 404 | +117 | 45  |
| 2    | RC Narbonne        | 22 | 10 | 1 | 11 | 494 | 575 | -81  | 43  |
| 3    | US Montauban       | 22 | 9  | 2 | 11 | 440 | 544 | -104 | 42  |
| 4    | Castres olympique  | 22 | 8  | 2 | 12 | 545 | 579 | -34  | 40  |
| 5    | CA Bordeaux-Bègles | 22 | 8  | 1 | 13 | 516 | 522 | -6   | 39  |
| 6    | Colomiers Rugby    | 22 | 8  | 1 | 13 | 404 | 573 | -169 | 39  |
| 7    | AS Béziers         | 22 | 7  | 1 | 14 | 471 | 574 | -103 | 37  |
| 8    | Stade montois      | 22 | 5  | 2 | 15 | 393 | 650 | -257 | 34  |

|  | Relégués en Pro D2 pour la saison 2003-2004 (CA Bordeaux-Bègles et #8).                                                                     |
|  | V : Victoires • N : Matches Nuls • D : Défaites • PP : Points Pour (marqués) • PC : Points Contre (encaissés) • Diff : Différence de points |